# Eggesford
Eggesford – wieś i civil parish w Anglii, w hrabstwie Devon, w dystrykcie Mid Devon, położone nad rzeką Taw. W 2011 civil parish liczyła 143 mieszkańców.